# Vargetjärnen
Vargetjärnen är en sjö i Sundsvalls kommun i Medelpad och ingår i Indalsälvens huvudavrinningsområde. Sjöns area är 0,03 kvadratkilometer och den befinner sig 357 meter över havet.